# Campionati europei di bob 2007
I Campionati europei di bob 2007, quarantunesima edizione della manifestazione organizzata dalla Federazione Internazionale di Bob e Skeleton, si sono disputati dal 12 al 14 gennaio 2007 a Cortina d'Ampezzo, in Italia, sulla pista olimpica Eugenio Monti (dal 2003 intitolata al pluricampione olimpico e mondiale Eugenio Monti), il tracciato sul quale si svolsero le competizioni del bob ai Giochi di Cortina d'Ampezzo 1956 e le rassegne continentali del 1965 (unicamente nel bob a due), del 1970, del 1982, del 2000 e del 2002 (in entrambe le specialità maschili). La località veneta sita ai piedi delle Dolomiti ha quindi ospitato le competizioni europee per la sesta volta nel bob a due uomini, per la quinta nel bob a quattro e per la prima nel bob a due donne.
Anche questa edizione si è svolta con la modalità della "gara nella gara", contestualmente alla sesta e penultima tappa della stagione di Coppa del Mondo 2006/07.

## Risultati

### Bob a due uomini

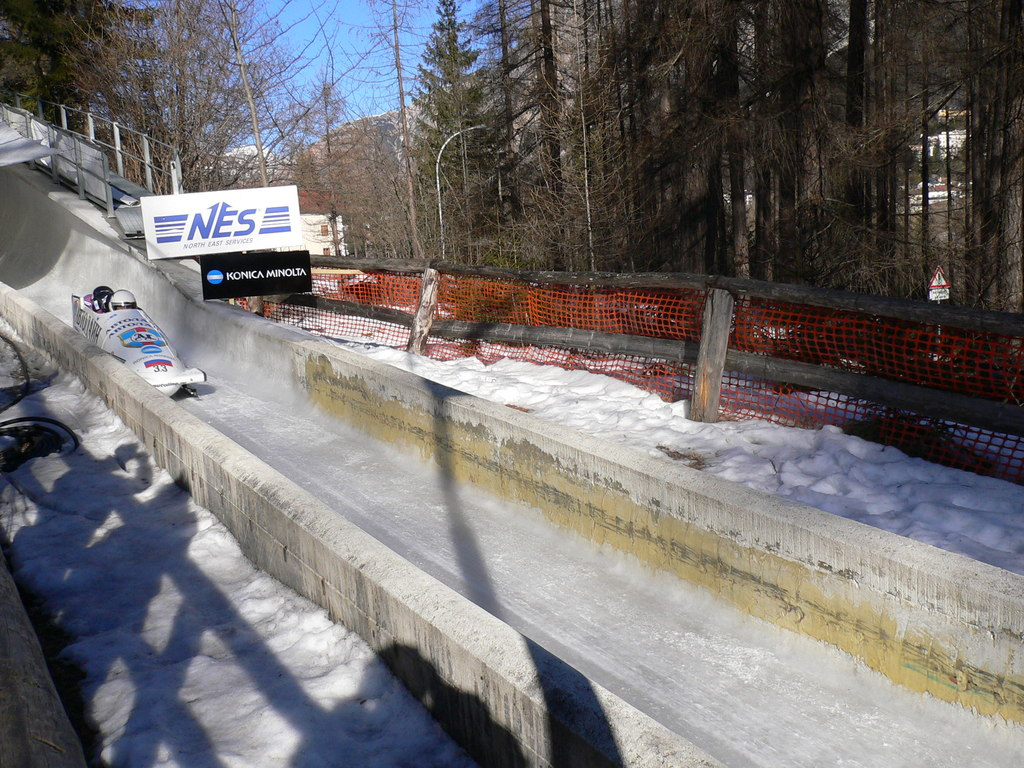
il rettilineo Antelao affrontato da Russia-1 durante i campionati del 2007

La gara si è svolta il 13 gennaio 2007 nell'arco di due manches ed hanno preso parte alla competizione 24 compagini in rappresentanza di 12 differenti nazioni.
| Pos. | Atleti                              | Nazione     | Tempo   | Distacco |
| ---- | ----------------------------------- | ----------- | ------- | -------- |
|      | Ivo Danilevič Roman Gomola          | Rep. Ceca-1 | 1:46.89 |          |
|      | Ivo Rüegg Cédric Grand              | Svizzera-1  | 1:46.90 | +0.01    |
|      | André Lange Kevin Kuske             | Germania-1  | 1:46.92 | +0.03    |
| 4    | Thomas Florschütz Mirko Pätzold     | Germania-3  | 1:47.10 | +0.21    |
| 5    | Wolfgang Stampfer Martin Lachkovics | Austria-1   | 1:47.13 | +0.24    |
| 6    | Simone Bertazzo Samuele Romanini    | Italia-1    | 1:47.56 | +0.67    |
| 7    | Patrice Servelle Sébastien Gattuso  | Monaco-1    | 1:47.65 | +0.76    |
| 8    | Dmitrij Abramovič Kirill Sosunov    | Russia-2    | 1:47.82 | +0.93    |
| 9    | Jānis Miņins Daumants Dreiškens     | Lettonia-1  | 1:47.84 | +0.95    |
| 10   | Fabrizio Tosini Matteo Torchio      | Italia-2    | 1:47.85 | +0.96    |

### Bob a quattro
La gara si è svolta il 14 gennaio 2007 nell'arco di due manches ed hanno preso parte alla competizione 21 compagini in rappresentanza di 11 differenti nazioni.
| Pos. | Atleti                                                                | Nazione     | Tempo   | Distacco |
| ---- | --------------------------------------------------------------------- | ----------- | ------- | -------- |
|      | André Lange Alexander Rödiger Kevin Kuske Martin Putze                | Germania-1  | 1:45.25 |          |
|      | Evgenij Popov Roman Orešnikov Dmitrij Trunenkov Dmitrij Stëpuškin     | Russia-1    | 1:45.32 | +0.07    |
|      | Ivo Rüegg Roman Handschin Thomas Lamparter Cédric Grand               | Svizzera-1  | 1:45.56 | +0.31    |
| 4    | Thomas Florschütz Christoph Heyder Mirko Pätzold Enrico Kühn          | Germania-3  | 1:45.59 | +0.34    |
| 5    | Jānis Miņins Daumants Dreiškens Ainārs Podnieks Reinis Rozītis        | Lettonia-1  | 1:45.61 | +0.36    |
| 6    | Dmitrij Abramovič Aleksej Selivërstov Filipp Egorov Aleksej Andrjunin | Russia-2    | 1:45.63 | +0.38    |
| 7    | Simone Bertazzo Andreas Mayrl Samuele Romanini Giorgio Morbidelli     | Italia-2    | 1:45.89 | +0.64    |
| 8    | Matthias Höpfner Ronny Listner Andreas Barucha Norman Dannhauer       | Germania-2  | 1:45.90 | +0.65    |
| 9    | Fabrizio Tosini Ivan Giordani Danilo Santarsiero Mirko Turri          | Italia-1    | 1:46.05 | +0.80    |
| 10   | Ivo Danilevič Jan Stokláska Roman Gomola Jan Kobián                   | Rep. Ceca-1 | 1:46.09 | +0.84    |

### Bob a due donne
La gara si è svolta il 12 gennaio 2007 nell'arco di due manches ed hanno preso parte alla competizione 12 compagini in rappresentanza di 7 differenti nazioni.
| Pos. | Atlete                              | Nazione       | Tempo   | Distacco |
| ---- | ----------------------------------- | ------------- | ------- | -------- |
|      | Sandra Kiriasis Romy Logsch         | Germania-1    | 1:49.53 |          |
|      | Cathleen Martini Janine Tischer     | Germania-2    | 1:50.42 | +0.89    |
|      | Jessica Gillarduzzi Fabiana Mollica | Italia-1      | 1:51.34 | +1.81    |
| 4    | Susi-Lisa Erdmann Berit Wiacker     | Germania-3    | 1:51.42 | +1.89    |
| 5    | Claudia Schramm Stefanie Szczurek   | Germania-4    | 1:51.48 | +1.95    |
| 6    | Sabina Hafner Katharina Sutter      | Svizzera-1    | 1:51.83 | +2.30    |
| 7    | Maya Bamert Anne Dietrich           | Svizzera-2    | 1:52.22 | +2.69    |
| 8    | Nicola Minichiello Lauren Therin    | Regno Unito-1 | 1:52.42 | +2.89    |
| 9    | Isabel Baumann Regula Sterki        | Svizzera-3    | 1:54.05 | +4.52    |
| 10   | Karin Olsson Therese Edholm         | Svezia-1      | 1:54.59 | +5.06    |

## Medagliere
| Pos.   | Paese     | Oro | Argento | Bronzo | Totale |
| ------ | --------- | --- | ------- | ------ | ------ |
| 1      | Germania  | 2   | 1       | 1      | 4      |
| 2      | Rep. Ceca | 1   | 0       | 0      | 1      |
| 3      | Svizzera  | 0   | 1       | 1      | 2      |
| 4      | Russia    | 0   | 1       | 0      | 1      |
| 5      | Italia    | 0   | 0       | 1      | 1      |
| Totale | Totale    | 3   | 3       | 3      | 9      |